# 刘伦贤
刘伦贤（1943年12月—2017年12月4日），男，汉族，上海奉贤人，中国人民解放军将领、中将军衔。

## 生平
1943年12月，刘伦贤出生于今上海市奉贤区钱桥镇罗神村；1960年12月参加工作，1961年4月参军入伍，分配在原60军179师535团二营炮连；1965年2月加入中国共产党。
1966年12月，刘伦贤进入原南京军区司令部工作，历任军区司令部作战部一科参谋、副科长、科长；1980年9月至1982年7月，在南京解放军军事学院（后并入国防大学）完成班学习；1982年7月，升任作战部副部长并继续兼任一科科长、党支部副书记。1985年6月，刘伦贤出任南京军区参谋长、军区党委常委、司令部党委书记。
1990年4月，刘伦贤调任原第31集团军军长（大军区副职级）、集团军党委副书记；1992年11月，又调回南京军区任副司令员、军区党委常委。1993年12月至1995年4月，刘伦贤在国防大学基本系学习；学习结束后，于1995年4月出任济南军区副司令员、军区党委常委。1999年4月，刘伦贤参与组织军事演习等工作。
2000年2月，刘伦贤离开军队到地方工作，担任上海市人大常委会副主任；2008年1月退休。
刘伦贤1988年、1993年先后被授予中国人民解放军少将、中国人民解放军中将军衔。此外，刘伦贤还是中共十三大、十四大代表，七届、九届全国人大代表。
2017年12月4日，刘伦贤在上海逝世，享年74岁。